# Wychowanie personalistyczne
Wychowanie personalistyczne – od osoba (πρόσωπον [prosopon], łac. persona), wychowanie, które stawia na przygotowanie do życia w społeczeństwie pod względem fachowym i moralnym w oparciu o podstawy filozofii, bazującej na doktrynie tomizmu.
Człowiek jako osoba charakteryzuje się zdolnością podporządkowania intelektowi. Pełni on funkcję kierowniczą.
Kształtowanie osobowości rozpoczyna się od uświadomienia sobie słabości natury ludzkiej i poszanowania swoich ułomności i braków. Samozakłamanie i uciekanie się do gromadzenia bogactw przeszkadza w samoocenie i rozwoju.

## Cztery kręgi wychowania personalistycznego
Pracę nad rozwojem osobowości wychowanie personalistyczne ujmuje w czterech kręgach:
1. Poznania siebie oraz wewnętrznego umiaru i opanowania.
2. Kierowania się sercem – umiłowania bliźnich, czynienia im dobra i jednoczesne wzbogacanie intelektu.
3. Poważnego traktowania wychowania estetycznego, czyli wychowania przez i do sztuki.
4. Roztropności oraz religii praktykowanej przez udział w liturgii i innych zbiorowych aktach kultu przybliżających do jedności z Bogiem.

## Funkcje instytucji społecznych w wychowaniu personalistycznym
Najważniejszą funkcję w rozwoju osobowości wychowanie personalistyczne przyznaje kościołowi, a zaraz po nim rodzinie. Wzorem w tym wychowaniu jest Rodzina Święta, a przykładem pracy nad osobowością jest Chrystus.
Niemałą rolę w wychowaniu odgrywa szkoła, oraz organizacje szkolne takie jak harcerstwo, które praktykując uczynność i życzliwość społeczną, przeciwstawia się zawiści i nienawiści.

## Twórca pedagogiki personalistycznej
Najważniejszym przedstawicielem pedagogiki personalistycznej był Karol Górski, autor monografii Wychowanie personalistyczne (rok 1936).